# Championnat d'Italie de football 1898
Le Championnat d'Italie de football 1898 est la 1re édition de la compétition qui fut remportée par le Genoa Cricket and Athletic Club. Il s'agit du premier championnat d'Italie de football officiellement reconnu par la fédération italienne de football, qui sera remporté par le club génois du Genoa Cricket and Athletic Club, qui sera donc le premier club champion d'Italie.

## Demi-finale
| 8 mai 1898 | Internazionale Torino | 1-0 | FC Torinese | Velodromo Umberto I, Turin |
|            | Edoardo Bosio         |     |             |                            |

| 8 mai 1898 | Reale Società Ginnastica Torino | 1-2 | Genoa Cricket and Athletic Club    | Velodromo Umberto I, Turin |  |
|            | Calum Red                       |     | Robert Al Leaver Giovanni Boccardo |                            |  |

## Finale
| 8 mai 1898 | Internazionale Torino | 1-2 a.p | Genoa Cricket and Athletic Club | Velodromo Umberto I, Turin |  |
|            | Edoardo Bosio         |         | James Spensley Robert Al Leaver |                            |  |

## Effectif du Genoa Cricket and Athletic Club
| Genoa: |                               |
|        |                               |
| 1      | William Baird                 |
| 2      | Ernesto De Galleani           |
| 3      | Fausto Ghigliotti             |
| 4      | Edoardo Pasteur I             |
| 5      | James Richardson Spensley (c) |
| 6      | Ettore Wallys Ghiglione       |
| 7      | Robert Al Leaver              |
| 8      | Giovanni Bocciardo            |
| 9      | Henri Arthur Dapples          |
| 10     | Silvio Piero Bertollo         |
| 11     | John Quertier Le Pelley       |